# 平野村 (兵庫県)
平野村（ひらのむら）は、兵庫県明石郡にあった村。現在の神戸市西区平野町各町と美賀多台および高塚台・春日台・天が岡・長畑町の各一部にあたる。

## 地理
- 河川：明石川

## 歴史
- 1889年（明治22年）4月1日 - 町村制の施行により、下村・常本村・西戸田村・宮前村・大畑村・福中村・向井村・芝崎村・大野村・慶明村・中津村・堅田村・繁田村・黒田村および印路村の一部の区域をもって発足。
- 1947年（昭和22年）3月1日 - 神戸市（垂水区）に編入。同日平野村廃止。
- 1982年（昭和57年）8月1日 - 分割により、旧村域が西区の一部となる。

## 村長
- 鞍谷清慎

## 経済

### 産業
- 農業

『大日本篤農家名鑑』によれば、平野村の篤農家は「川崎房次郎、神尾常蔵、山口眞治、戸田駒吉」などである。

## 交通

### 道路
現在は旧村域を第二神明道路が通過するが、当時は未開通。